# Bisacquino
Bisacquino is een gemeente in de Italiaanse provincie Palermo (regio Sicilië) en telt 5119 inwoners (31-12-2004). De oppervlakte bedraagt 64,7 km², de bevolkingsdichtheid is 79 inwoners per km².

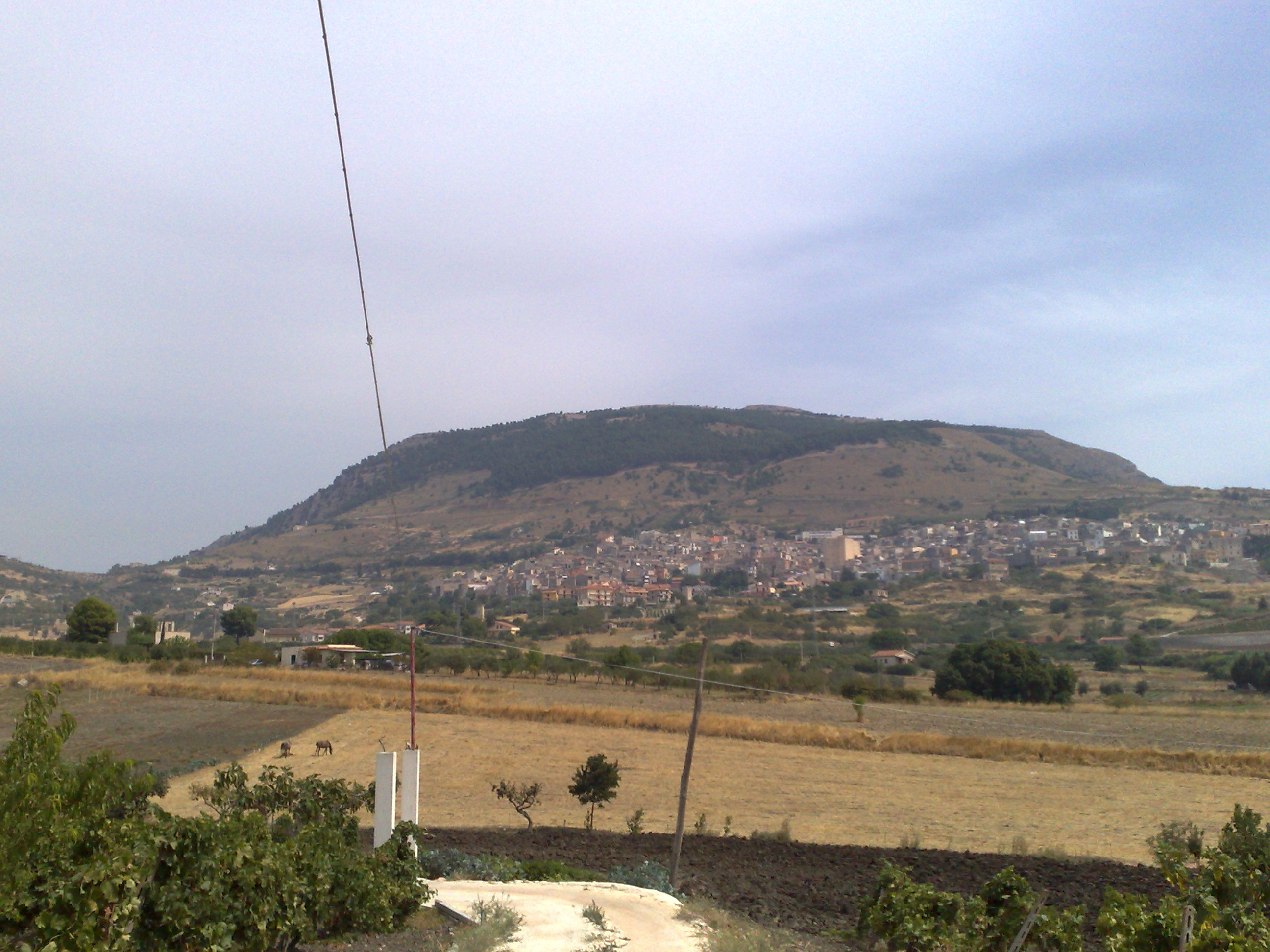
Uitzicht op Bisacquino
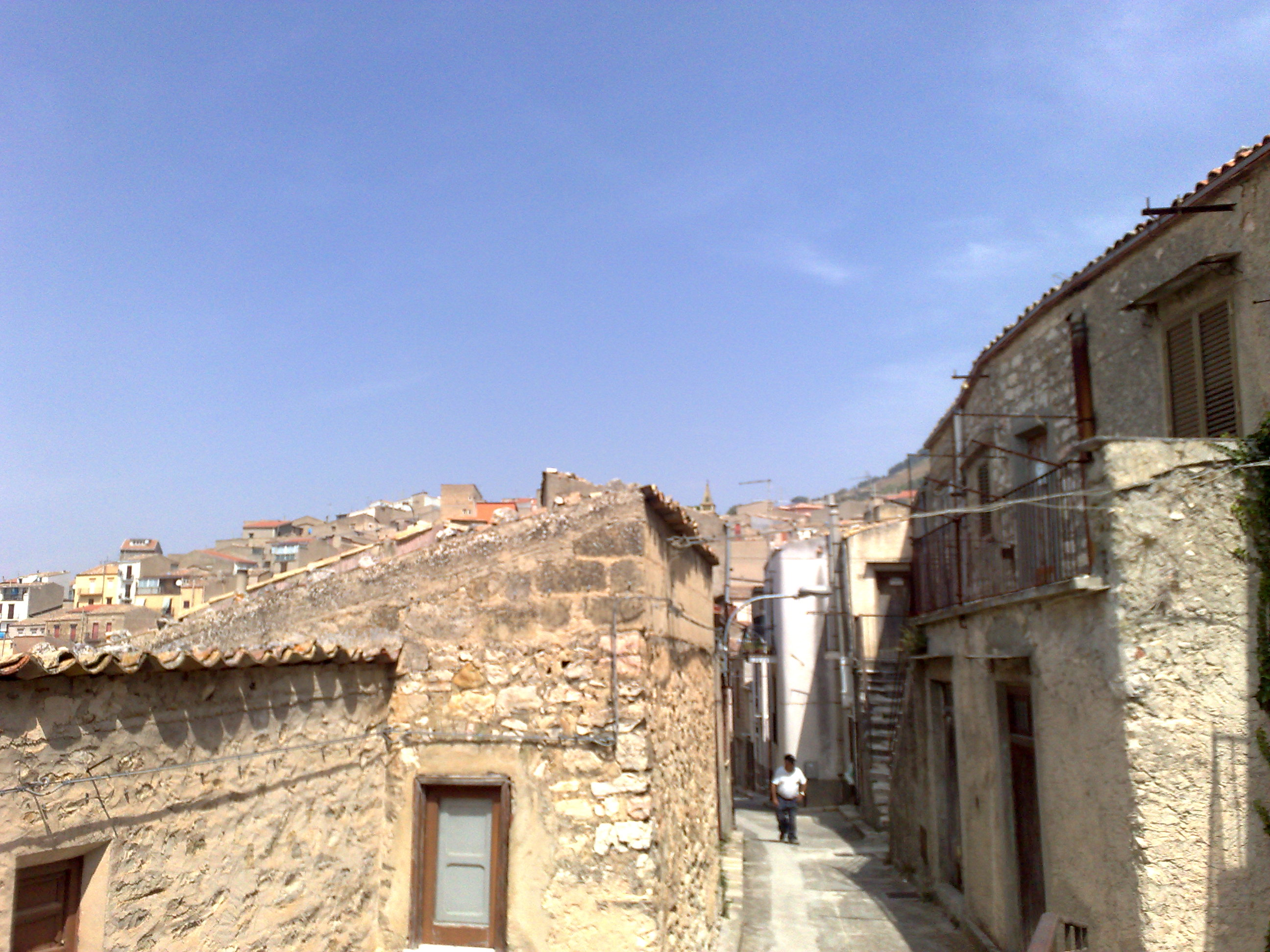
Straat in Bisacquino

## Demografie
Bisacquino telt ongeveer 2026 huishoudens. Het aantal inwoners daalde in de periode 1991-2001 met 5,1% volgens cijfers uit de tienjaarlijkse volkstellingen van ISTAT.
| Jaar | Inwoneraantal |
| ---- | ------------- |
| 1991 | 5484          |
| 2001 | 5205          |

## Geografie
Bisacquino grenst aan de volgende gemeenten: Caltabellotta (AG), Campofiorito, Chiusa Sclafani, Contessa Entellina, Corleone, Giuliana, Monreale, Roccamena, Sambuca di Sicilia (AG).

## Geboren
- Frank Capra (1897-1991), Amerikaans filmregisseur